# Angeliki Karapataki
Angeliki Karapataki (Atenas, 19 de fevereiro de 1975) é uma jogadora de polo aquático grega, medalhista olímpica.

## Carreira
Angeliki Karapataki fez parte do elenco vice-campeão olímpico de Atenas 2004.